# Changba, Chongqing
Changba (kinesiska: 长坝) är en köping i sydvästra Kina. Den ligger i stadsdistriktet Wulong i storstadsområdet Chongqing, omkring 91 kilometer öster om det centrala stadsdistriktet Yuzhong. Antalet invånare är 15 286. Befolkningen består av 7 583 kvinnor och 7 703 män. Barn under 15 år utgör 17,0 %, vuxna 15-64 år 66 %, och äldre över 65 år 15,0 %.